# Segurilla
Segurilla község Spanyolországban, Toledo tartományban. Segurilla Talavera de la Reina, Mejorada, Montesclaros, Cervera de los Montes és Pepino községekkel határos. Lakosainak száma 1378 fő (2024).

## Népesség
A település népessége az utóbbi években az alábbiak szerint változott:
| Lakosok száma | 1001 | 1070 | 1182 | 1220 | 1321 | 1302 | 1345 | 1324 | 1366 | 1378 |
|               | 2001 | 2004 | 2007 | 2009 | 2012 | 2014 | 2017 | 2019 | 2022 | 2024 |